# نیل بارتلت
نیل بارتلت (انگلیسی: Neal Bartlett؛ زادهٔ ۷ آوریل ۱۹۷۵) بازیکن فوتبال اهل بریتانیا است.
از باشگاه‌هایی که در آن بازی کرده‌است می‌توان به باشگاه فوتبال نیو میلتون تاون، باشگاه فوتبال هکن، باشگاه فوتبال بث سیتی، باشگاه فوتبال نیوپورت کانتی، باشگاه فوتبال سالزبری سیتی، باشگاه فوتبال ساوت‌همپتون، باشگاه فوتبال لیمنگتون، باشگاه فوتبال فارم تاون، باشگاه فوتبال باشلی، باشگاه فوتبال ترینگ اتلتیک، باشگاه فوتبال هرفورد یونایتد، و باشگاه فوتبال هاستینگز یونایتد اشاره کرد.